# Mouchard
Mouchard is een gemeente in het Franse departement Jura (regio Bourgogne-Franche-Comté). De plaats maakt deel uit van het arrondissement Dole. Mouchard telde op 1 januari 2022 1.094 inwoners. 

## Geografie
De oppervlakte van Mouchard bedroeg op 1 januari 2022 6,18 vierkante kilometer; de bevolkingsdichtheid was toen 177 inwoners per km².

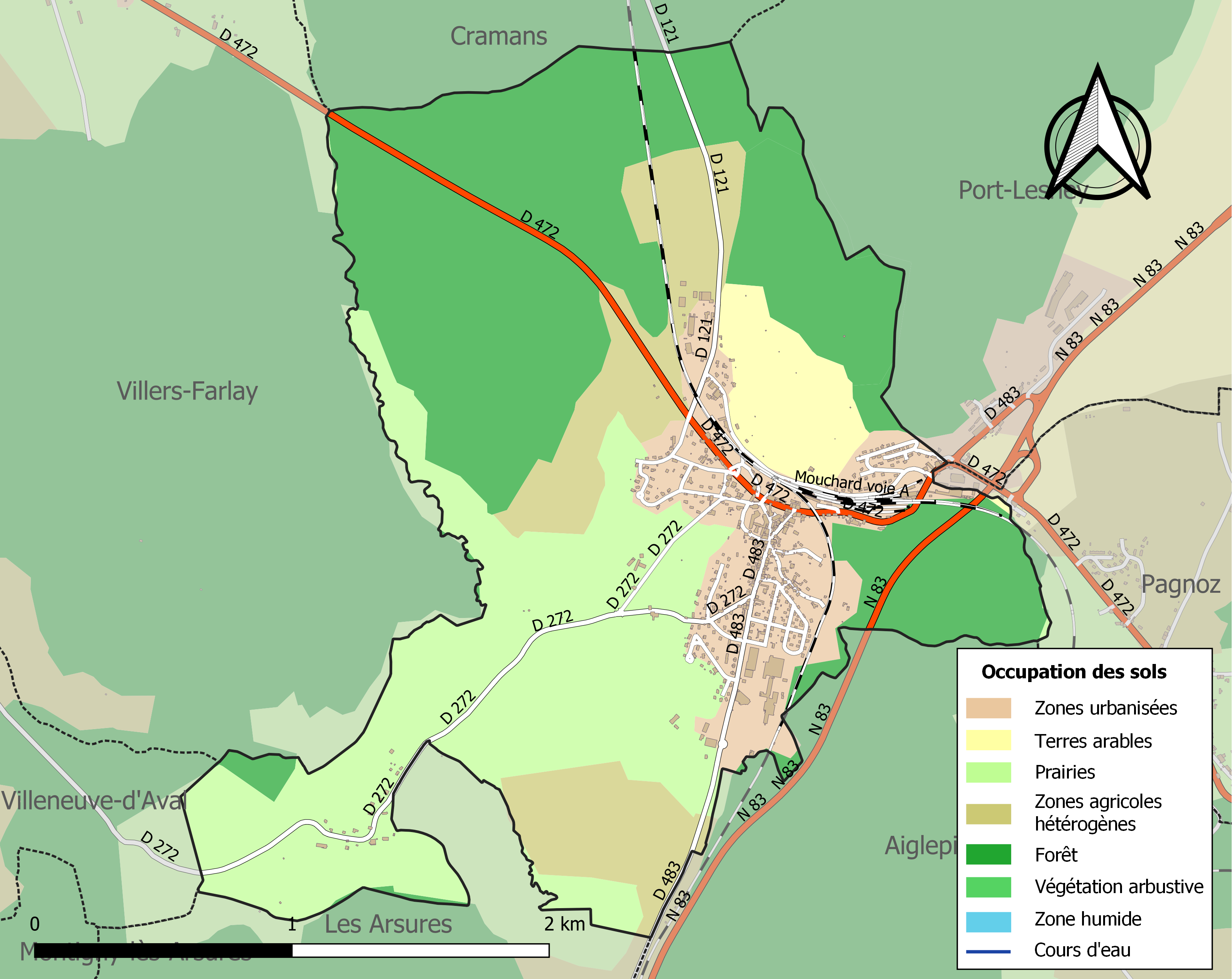
Kaart van de gemeente met de belangrijkste infrastructuur, bodemgebruik en omliggende gemeenten

## Verkeer en vervoer
In de gemeente ligt spoorwegstation Mouchard.

## Demografie
Onderstaande figuur toont het verloop van het inwonertal (bron: INSEE-tellingen).